# نقولا أبو سمح
نقولا أبو سمح (1939 - 8 أبريل 2016) هو مخرج وممثل ومنتج لبناني. يُعتبر أول من أوجد الدبلجة في العالم العربي عقب أحمد جمال مرسي  وقدّم أعمالاً خالدة.

## عن حياته
ولد في الأشرفية ودرس الشهادة الابتدائية في مدرسة زهرة الإحسان، وفاز في المرتبة الأولى في شهادة «السرتيفيكا» في لبنان، أكمل بعدها في اليسوعية حتى الشهادة الثانوية، وكان يحب السينما كثيرا، ويرافق والده دائما إلى السينما لمشاهدة الأفلام السينمائية المصرية والأجنبية في سينما «كريستال»، في هذه الفترة كان يكتب ويشرف على مجلة المدرسة، فضلا على كتابته في مجلة السينما باللغة الفرنسية عن كل الفنانين ونشاطهم، وفي الوقت نفسه عمل في الإذاعة اللبنانية كمخرج إذاعي، وكان يُخرج برنامج اسمه «السينما في أسبوع» الذي كان يعده ويقدمه الراحل فريد جبر. عمل كمساعد مخرج في الشرق الأدنى مع المخرج كامل قسطندي وأبو اللود.
صاحب شركة فيلملي اللبنانية أنتج مجموعة من أهم المسلسلات المدبلجة مثل مغامرات سندباد وجزيرة الكنز وزينة ونحول والسنافر وغيرها يقال أنه هو رائد الدبلجة في العالم العربي وهو أيضاً أول من قام بدبلجة المسلسلات المكسيكية اواخر الثمانينيات كان يمتلك مع زوجته السيدة ماري بدين قناة «انتين بلاس» في لبنان التي أغلقت بعد صدور قانون الإعلام في لبنان منتصف التسعينيات واليوم هو يمتلك قناة المرأة العربية.

## مرحلة الإخراج التلفزيوني
بعد الانتهاء في دراسة المحاماة في الجامعة اليسوعية، درس الإخراج السينمائي والتلفزيوني في المعهد العالي للسينما في باريس فرنسا، حيث أمضى 6 سنوات هناك، وكان يعمل في الوقت نفسه، واكتسب خبرة في هذا المجال، عمل مخرجاً في التلفزيون الفرنسي، عاد بعدها إلى لبنان وبدأ العمل في الإخراج في تلفزيون لبنان والمشرق. أول عمل قام بإخراجه هو برنامج ايفيت سرسق، وبعدها أخرج «غوار الطوشي» وشوشو، ومسلسل لإسماعيل ياسين اسمه «عجيب غريب» وغيرها من المسلسلات، وقد أخرج أكثر من 2000 ساعة لمسلسلات وبرامج، وآخر عمل كان عام 1973 وهو لروميو لحود، وكانت المسلسلات آنذاك قد أصبحت بالألوان.

## دبلجة المسلسلات الأجنبية
انتقل نقولا أبو سمح إلى شركة فيلملي التي كانـت تديرها زوجته ماري بدين، وهي أول شركة أدخلت الدبلجة إلى لبنان، وكان أول عمل هو السندباد، ثم المسلسلات المكسيكية أنت أو لا أحد، ومسلسل سوف تدفع الثمن، «ماريا لينا»، رهينة الماضي وغيرها من المسلسلات الأجنبية.
كما قامت الشركة بدبلجة مسلسلات في أبوظبي التي كانت في بداية أعمالها. عينته الحكومة اللبنانية عضوا في مجلس تلفزيون لبنان، واستقال عام 2013.

## وفاته
توفي في 8 أبريل 2016 عن عمر يناهز 77 عاماً.

## روابط خارجية
- نقولا أبو سمح على موقع قاعدة بيانات الأفلام العربية